# ایی‌ایی‌ایی (روان‌گردان)
ایی‌ایی‌ایی (روان‌گردان) (به انگلیسی: EEE (psychedelic)) با فرمول شیمیایی C۱۵H۲۵NO۳ یک ترکیب شیمیایی است. که جرم مولی آن ۲۶۷٫۳۶ g/mol می‌باشد. 